# Prințesa Adelaide de Schaumburg-Lippe
Prințesa Adelaide de Schaumburg-Lippe (germană Prinzessin Friederike Adelheid Marie Luise Hilda Eugenie zu Schaumburg-Lippe; 22 septembrie 1875 – 27 ianuarie 1971) a fost fiica Prințului Wilhelm de Schaumburg-Lippe și soția ultimului Duce de Saxa-Altenburg, Ernst al II-lea.

## Origine
Adelaide s-a născut la Ratibořice, Regatul Boemia (astăzi Ratibořské Hory), ca al șaptelea copil și a treia fiică a Prințului Wilhelm de Schaumburg-Lippe (1834–1906) (fiul lui Georg Wilhelm, Prinț de  Schaumburg-Lippe și a Prințesei Ida de Waldeck și Pyrmont) și a Prințesei Bathildis de Anhalt-Dessau (1837–1902) (fiica Prințului Frederic Augustus de Anhalt-Dessau și a Mariei Luise Charlotte de Hesse-Kassel). În 1891, sora ei Charlotte a devenit regină consort a lui Wilhelm al II-lea de Württemberg.

## Căsătorie

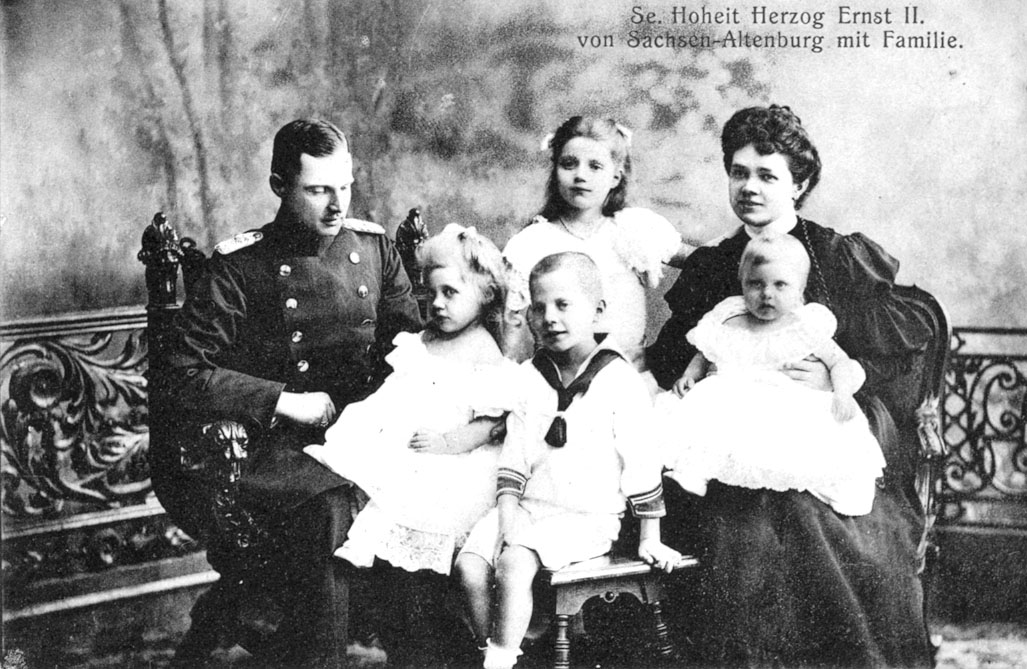
Prințesa Adelheid von Schaumburg-Lippe cu soțul ei, Ducele Ernst al II-lea von Saxa-Altenburg și copiii lor, ca. 1905.

La 27 februarie 1898 la Bückeburg, Adelaide s-a căsătorit cu Prințul Ernst de Saxa-Altenburg (1871–1955), fiul Prințului Moritz de Saxa-Altenburg. Au avut patru copii:
1. Charlotte Agnes Ernestine Augusta Bathildis Marie Therese Adolfine (n. Potsdam, 4 martie 1899 – d. Hemmelmark bei Eckernförde, 16 februarie 1989); s-a căsătorit la 11 iulie 1919 cu Prințul Sigismund al Prusiei.
2. Wilhelm Georg Moritz Ernst Albert Frederick Karl Konstantin Eduard Max (n. Potsdam, 13 mai 1900 – d. Rendsburg, 13 februarie 1991).
3. Elisabeta Karola Viktoria Adelaide Hilda Luise Alexandra (n. Potsdam, 6 aprilie 1903 – d. Breiholz, 30 ianuarie 1991).
4. Frederic Ernst Karl August Albert (n. Potsdam, 15 mai 1905 – d. Rosenheim, 23 februarie 1985).

Mariajul s-a terminat printr-un divorț la 17 ianuarie 1920. În același an, soțul ei și-a anunțat logodna cu Elena Thomas, o cântăreață de operă; totuși, căsătoria nu a avut loc niciodată. În 1935 Ernst a făcut o căsătorie morganatică cu Maria Triebel.

## Titluri
- 22 septembrie 1875 – 17 februarie 1898: Alteța Sa Prințesa Adelaide de Schaumburg-Lippe
- 17 februarie 1898 – 7 februarie 1908:  Înălțimea Sa Prințesă Ernst de Saxa-Altenburg
- 7 februarie 1908 – 17 ianuarie 1920:  Înălțimea Sa Ducesă de Saxa-Altenburg
- 17 ianuarie 1920 – 27 ianuarie 1971:  Alteța Sa Prințesa Adelaide de Schaumburg-Lippe